# Lomas de Abasolo
Lomas de Abasolo är en ort i Mexiko.   Den ligger i kommunen Mexicali och delstaten Baja California, i den nordvästra delen av landet, 2 200 km nordväst om huvudstaden Mexico City. Lomas de Abasolo ligger 8 meter över havet och antalet invånare är 632.
Terrängen runt Lomas de Abasolo är mycket platt. Runt Lomas de Abasolo är det ganska tätbefolkat, med 58 invånare per kvadratkilometer. Närmaste större samhälle är Mexicali, 8,4 km väster om Lomas de Abasolo. Omgivningarna runt Lomas de Abasolo är i huvudsak ett öppet busklandskap.